# 시바타성

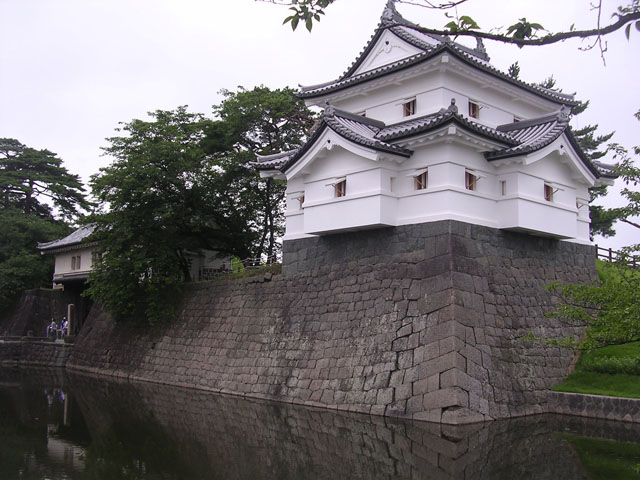
다쓰미 망루

시바타성(일본어: 新発田城)은 니가타현 시바타시에 있는 평성이다. 에도 시대에는 시바타번의 번청으로 사용되었으며, 아야메 성(菖蒲城), 후나가타 성(舟形城)이라는 이명이 있다.

## 개요
인접한 시바타 강을 끌어들어 해자로 삼은 평성이다. 혼마루 주위를 니노마루가 감싸 안은 형태로 배치되어 있으며, 니노마루 남쪽에 돌출된 형태로 산노마루가 자리잡고 있다. 혼마루의 형태가 배와 닮아 있다 하여 후나가타 성(舟形城: 주형성)이라는 이명이 있다. 또, 주변에는 창포가 많이 피어 아야메 성(菖蒲城: 창포성)으로도 불린다.
석벽은 모난 돌을 다듬어 쌓아 올렸고, 망루의 벽은 가나자와 성에서도 볼 수 있는 나마코카베로 불리는 격자형의 외벽으로 장식되어 있다. 혼마루의 3층 망루는 실질적인 천수지만, 막부를 고려해 오산가이 야구라(三階櫓) 즉 3층 망루로 불리고 있다. 3층 망루는 2004년 복원된 것으로 1679년 재건된 망루를 모델로 복원한 것이다. 메이지 초엽에 촬영된 사진을 보면, 쓰키 망루가 딸린 승탑형 3층3계의 망루였고, 1층의 서쪽면과 남쪽면에는 출창형으로 된 이시오토시가 설치되었다. 특히 망루의 용마루는 정자형(丁字型)의 형태로 지어져 3마리의 샤치호코로 장식된 것이 특징이다.